# Ixtololoya
Ixtololoya är en ort i Mexiko.   Den ligger i kommunen Pantepec och delstaten Puebla, i den sydöstra delen av landet, 170 km nordost om huvudstaden Mexico City. Ixtololoya ligger 468 meter över havet och antalet invånare är 689.
Terrängen runt Ixtololoya är kuperad. Runt Ixtololoya är det ganska tätbefolkat, med 149 invånare per kvadratkilometer. Närmaste större samhälle är Huehuetla, 13,5 km sydväst om Ixtololoya. I omgivningarna runt Ixtololoya växer huvudsakligen savannskog.